# Kvantna ispravka grešaka
Kvantna ispravka grešaka (engl. Quantum error correction) je korišćena u kvantnom računarstvu da bi zaštitila kvantne informacije od grešaka koje su nastale usled dekoherencije i drugog kvantnog šuma. Kvantna ispravka greške je od suštinske važnosti ako neko želi da postigne kvantno računanje koje je tolerantno na kvarove koje se može nositi ne samo sa šumom na uskladištenoj kvantnoj informaciji, već takođe i sa neispravnim kvantnim izlazima, neispravnom kvantnom pripremom i neispravnim merama.
Klasična ispravka grešaka upotrebljava suvišnost ( redundanciju). Najjednostavniji način je da se informacije sačuvaju više puta, i — ako se ove kopije kasnije ne slažu — samo pogledati većinu glasova; pretpostavite da smo kopirali bit tri puta. Pretpostavimo dalje da bučna greška kvari trobitno stanje tako da je jedan bit jednak nuli, ali ostala dva su jednaka jedan. Ako pretpostavimo su bučne greške nezavisne i da se dešavaju sa nekom verovatnoćom p, najverovatnije je da je greška jednobitna greška i da prenosi poruku na ostale tri. Moguće je da se dvobitna greška dešava i da je prenešena pruka jednaka trima nulama, ali ovaj ishod je manje verovatan od onog ishoda iznad.
Kopiranje kvantne informacije nije moguće zbog Teoreme o ne-kloniranju. Ova teorema izgleda predstavlja prepreku da bi se formulisala teorija kvantne ispravke grešaka. Ali, moguće je da se šire informacije jednog kubita u visoko upetljano stanje nekoliko (fizičkih) kubita. Piter Šor(eng. Peter Sor) je prvi otkrio ovu metodu formulisanja kvantne ispravke grešaka čuvajući informacije jednog kubita na jako upetljano stanje devet kubita. Kvantna ispravka greške koda štiti kvantnu informacija od grešaka ograničenog oblika.
Klasični kodovi za ispravljnje grešaka koriste sindrom mera da bi dijagnostikovali koja greška korumpira kodirano stanje. Kvantna ispravka grešaka takođe koristi sindrom mera. Koristimo višekubitne mere koje ne remete kvantne informacije u kodiranom stanju, ali preuzimaju informaciju o grešci. Mere sindroma mogu utvrditi da li je kubit bio oštećen i ako jeste, koji. Štaviše, ishod ove operacije (sindrom) govori nam ne samo na koji je fizički kubit bilo uticano, već i takođe , na koji od nekoliko mogućih načina je bilo uticano. Kasnije kontra-intuitivno na prvi pogled: Pošto je zvuk arbitraran ( proizvoljan), kako može uticaj šuma biti jedan od samo nekoliko jasnih mogućnosti? U većini kodova, efekat je ili bit flip ili znak (faze) flip, ili oba (odgivarajući Pauli matricama X, Z, i Y). Razlog tome je što mera sindroma ima projektivni uticaj kvantnog merenja. Tako da i ako je greška zbog šuma arbitrarna, može biti izražen kao superpozicija osnovnih operacija – osnova greške ( koji je ovde dat Paulijevim matricama i indentitetom).
Sindrom mera "prisiljava" kubite da se "odluče" za određenu specifičnu "Pauli grešku" da se "desi", i sindrom nam govori koji, tako da možemo dozvoliti istom Pauli operatoru da ponovo deluju na oštećenom kubitu da preokrene uticaj greške.
Mere sindroma nam govore koliko god je moguće o grešci koja se dogodila, ali ništa o vrednosti koja je skladištena na logičkom kubitu — dok u drugom slučaju, mera bi uništila svaku kvantnu superpoziciju ovog logističkog kubita sa drugim kubitima u kvantnom računaru.

## Bit flip kod
Kod ponavljanja deluje u klasičnim kanalima zato što su klasični bitovi laki za merenje i ponavljanje. Međutim, u kvantnom kanalu, to više nije moguće zbog Teoreme o ne-kloniranju, koja zabranjuje kreaciju identičnih kopija arbitrarnog nepoznatom kvantnom stanju. Tako da jedan jedini kubit se ne može ponavljati tri puta kao u prethodnom primeru, pošto će bilo koja mera kubita promeniti njegovu funkcijju talasa. Uprkos tome, u kvantnom radu na računaru, postoji druga metoda, naime tri-kubtni bit flip kod. Mere sindroma uporedljive su u performansama sa ponavljanjem koda.
Neka {\displaystyle |\psi \rangle =\alpha _{0}|0\rangle +\alpha _{1}|1\rangle } bude arbitrarni kubit. Prvi korak tri-kubitnog bit flip koda je da upetljan kubit sa dva druga kubita koristeći dva CNOT ulazna kola sa unosom {\displaystyle |0\rangle }. Rezultat će biti {\displaystyle |\psi '\rangle =\alpha _{0}|000\rangle +\alpha _{1}|111\rangle .}
Sada će ovi kubiti biti poslati kroz kanal {\displaystyle E_{\text{bit}}} gde pretpostavjamo da će se desiti barem jedan bit flip. Na primer, u slučaju gde je prvi kubit okrenut, rezultat će biti {\displaystyle |\psi '_{r}\rangle =\alpha _{0}|100\rangle +\alpha _{1}|011\rangle }. Da bi dijagnostikovali bit flipove u bilo kojem od mogućih tri kubita, koji uključuju četiri projekcije operatora:
{\displaystyle P_{0}=|000\rangle \langle 000|+|111\rangle \langle 111|}
{\displaystyle P_{1}=|100\rangle \langle 100|+|011\rangle \langle 011|}
{\displaystyle P_{2}=|010\rangle \langle 010|+|101\rangle \langle 101|}
{\displaystyle P_{3}=|001\rangle \langle 001|+|110\rangle \langle 110|}
Može biti dobijeno:
{\displaystyle \langle \psi '_{r}|P_{0}|\psi '_{r}\rangle =0}
{\displaystyle \langle \psi '_{r}|P_{1}|\psi '_{r}\rangle =1}
{\displaystyle \langle \psi '_{r}|P_{2}|\psi '_{r}\rangle =0}
{\displaystyle \langle \psi '_{r}|P_{3}|\psi '_{r}\rangle =0}
Tako da će biti poznato da sindrom grešaka odgovara {\displaystyle P_{1}}.
Ova tri kubitna flip koda mogu ispraviti jednu grešku ukoliko se najviše na jednoj bit-flip-grešci dešava u kanalu. Slično je sa tri bit ponavljanom kodu u klasičnom računaru.

## Flip kod znaka
Okrenuti bitovi su samo jedna vrsta greške u klasičnom računaru, ali postoje takođe druge mogućnosti greške sa kvantnim računarima, okretanje znaka. Kroz prenošenje u kanalu, relativni znaci između {\displaystyle |0\rangle } i {\displaystyle |1\rangle } mogu postati preokrenuti. Na primer, kubit u stanju {\displaystyle |-\rangle =(|0\rangle -|1\rangle )/{\sqrt {2}}} može imati njegov preokret znaka u {\displaystyle |+\rangle =(|0\rangle +|1\rangle )/{\sqrt {2}}.}
Originalno stanje kubita
{\displaystyle |\psi \rangle =\alpha _{0}|+\rangle +\alpha _{1}|-\rangle }
Će biti promenjeno u stanje
{\displaystyle |\psi '\rangle =\alpha _{0}|{+}{+}{+}\rangle +\alpha _{1}|{-}{-}{-}\rangle .}
U Hadamardovoj bazi, okretanje bita postaje okretnje znaka koji postaje okretanje bita. Neka {\displaystyle E_{\text{phase}}} bude kvantni kanal koji može uzrokovati najviše jedano okretanje faze. Onda se okretanje bita od ranije može oporaviti {\displaystyle |\psi \rangle } transformišući se u Hadamardovu bazu pre i posle transmisije kroz {\displaystyle E_{\text{phase}}}.

## Šorov kod
Kanal greške može izazvati ili preokretanje bita, preokretanje znaka, ili oba. Moguće je ispraviti oba tipa grešaka koristeći jedan kod, I Šor kod obavlja samo to. Zapravo, Šor kod ispravlja arbitrarne jedno-kubitne greške.
Neka {\displaystyle E} bude kvantni kanal koji može arbitrarno pokvariti jedan kubit. Prvi, četvrti i sedmi kubit su za kod preokretanj znaka, dok tri grupe kubita (1,2,3), (4,5,6) i (7,8,9) su dizajnirane za bit flip kod. Sa Šor kodom, kubitno stanje {\displaystyle |\psi \rangle =\alpha _{0}|0\rangle +\alpha _{1}|1\rangle } će biti transformisano u produkat od 9 kubita{\displaystyle |\psi '\rangle =\alpha _{0}|0_{S}\rangle +\alpha _{1}|1_{S}\rangle }, gde
{\displaystyle |0_{S}\rangle ={\frac {1}{2{\sqrt {2}}}}(|000\rangle +|111\rangle )\otimes (|000\rangle +|111\rangle )\otimes (|000\rangle +|111\rangle )}
{\displaystyle |1_{S}\rangle ={\frac {1}{2{\sqrt {2}}}}(|000\rangle -|111\rangle )\otimes (|000\rangle -|111\rangle )\otimes (|000\rangle -|111\rangle )}
Ako se bit flip greška dogodi kubitu, analiza sindroma će biti izvođena na svakom setu stanja (1,2,3), (4,5,6), i (7,8,9), onda se ispravlja greška.
Ako se trobitne flip grupe (1,2,3), (4,5,6), i (7,8,9), posmatraju kao tri unosa, onda Šor kod strujno kolo može biti smanjeno kao kod okretanja znaka, može takođe popraviti grešku okretanja znaka za jedan kubit.

Šorov kod takođe može ispraviti bilo kakve arbitrarne greške ( i obrtanje znaka i bita) na jednom kubitu. Ako je greška po uzoru na unitarnu transformaciju U, koji će delovati na kubit {\displaystyle |\psi \rangle }, onda {\displaystyle U} može biti opisano u formi
{\displaystyle U=c_{0}I+c_{1}\sigma _{x}+c_{2}\sigma _{y}+c_{3}\sigma _{z}}
gde {\displaystyle c_{0}},{\displaystyle c_{1}},{\displaystyle c_{2}}, and {\displaystyle c_{3}} predstavljaju kompleksne konstante, I je identitet i Pauli matricama su date
{\displaystyle \sigma _{x}={\biggl (}{\begin{matrix}0&1\\1&0\end{matrix}}{\biggr )};}
{\displaystyle \sigma _{y}={\biggl (}{\begin{matrix}0&-i\\i&0\end{matrix}}{\biggr )};}
{\displaystyle \sigma _{z}={\biggl (}{\begin{matrix}1&0\\0&-1\end{matrix}}{\biggr )}}
Ako je U jednako I, onda se ne dešava nijedna greška. Ako je {\displaystyle U=\sigma _{x}}, dešava se greška obrtanja bita.
Ako {\displaystyle U=\sigma _{z}}, dešava se greška obrtanja znaka. Ako {\displaystyle U=i\sigma _{y}} onda i greške obrtanja znaka I bita se javljaju. Zbog linearnosti, sledi da Šorov kod može ispraviti arbitratne jednokubitne greške.

## Generalni kodovi
Uopšteno, kvantni kod  za kvantni kanal {\displaystyle {\mathcal {E}}} je potprostor {\displaystyle {\mathcal {C}}\subseteq {\mathcal {H}}}, gde je {\displaystyle {\mathcal {H}}} u Hilbertovom prostoru, kao što postoji u drugom kvantnom kanalu {\displaystyle {\mathcal {R}}} sa
{\displaystyle ({\mathcal {R}}\circ {\mathcal {E}})(\rho )=\rho \quad \forall \rho =P_{\mathcal {C}}\rho P_{\mathcal {C}},}
gde {\displaystyle P_{\mathcal {C}}} predstavlja ortogonalnu projekciju na {\displaystyle {\mathcal {C}}}. Ovde je {\displaystyle {\mathcal {R}}} poznato kao korekciona operacija.
Nedegenerisan kod je onaj za koji različiti elementi skupa grešaka koje je moguće ispraviti proizvode linearno nezavine rezultate kada se primenjuje na elemente koda. Ako određeni skup ispravljivih grešaka proizvodi ortogonalne rezultate, kod se smatra čistim.

## Modeli
Tokom vremena, istraživači su osmislili nekoliko kodova:
- Piter Šorov 9-kubitni kod, takođe poznat kao Šorov kod, , kodira 1 logičku kubit u 9 fizičkih kubita i može ispraviti arbitrarne greške u jednom kubitu.
- Endru Štin fje otkriokod koji radi ito sa 7 umesto 9 kubita.
- Rejmond Laflame i saradnici su otkrili klasu 5-kubitnih kodova koji obavljaju istu funkciju, koja takođe ima svojstva tolerantnosti na greške. 5-kubitni kod je namanji mogući kod koji štiti jedan logički kubit od grešaka koje se dešavaju na samo jednom kubitu.
- Generalizacija ovog koncepta su CSS kodovi, nazvani po njihovim pronalazacima A. R. Kalderbank(eng. A. R. Calderbank), Piter Šor (eng. Peter Shor ) i Endru Štin(eng. Andrew Steane). Prema kvantnoj Hemingovoj vezi, kodiranje jednog jedinog logičkog kubita i obezbeđivanje za arbitrarnu korekciju greške u jednom jedinom kubitu zahteva minimum 5 fizičkih kubita.
- Opštija klasa kodova (obuhvatajući prethodno) su kodovi stabilizatori, koje je otkrio Danijel Gotesman i A.R. Kalderbank, Erik Reins, Piter Šor, i N. J. A. Sloan; oni su takođe poznati i kao aditivni kodovi.
- Novija ideja je Aleksejev Kitaev topološki kvantni kod i opštija ideja topološkog kvantnog računara.
- Tod Brun, Igor Devetak, and Min-Hsiu Hsieh su takođe napravili pomoćni stabilizator uplitanja formalizma kao ekstenziju(dodatak) standardnom stabilizatoru formalizma koji uključuje kvantno zapetljanje koji je deljeno između pošiljioca I primaoca.

Da ovi kodovi zaista dozvoljavaju kvantne računice arbitrarne dužine je sadržaj threshold theoreme, koju su ustanovili Michael Ben-Or i Dorit Aharonov, koji tvrde da možete ispraviti sve greške ako se usresredite na kvantne kodove kao što su CSS kodovi, to jest, ponovo kodirari svaki logički kubit istim kodom ponovo, i tako dalje, na mnogim logaritmičkim nivoima-pod pretpostavkom da je stopa individualnih kvantnih kapija ispod određenog praga; kao u drugom slučaju, pokušaji da se izmeri sindrom I isprave greške će uvesti još novih grešaka koje oni mogu ispraviti.
Od kraja 2004, predviđanja za ovaj prag ukazuju da će biti viok od 1 do 3%, pod pretpostavkom da je dostupno dovoljno kubita.

## Eksperimentalna realizacija
Postoje nekoliko eksperimentalnih realizacija CSS baziranih kodova. Prva demonstracija je bila sa NMR kubitima. Posledično, demonstracije su napravljene sa linearnom optikom, zarobljenim jonima I superprevodnim (transmon) kubitima.
Drugi kodovi koji ispravljaju greške su takođe primenjeni, kao onaj što ima za cilj da ispravlja gubitak fotona, dominantni izvor grešaka u fotonskim kubitnim šemama.

## Literatura
- Daniel Lidar and Todd Brun, ур. (2013). „Quantum Error Correction”. Cambridge University Press.
- Frank Gaitan (2008). „Quantum Error Correction and Fault Tolerant Quantum Computing”. Taylor & Francis.
- Freedman, Michael H.; Meyer, David A.; Luo, Feng: Z2-Systolic freedom and quantum codes. Mathematics of quantum computation, 287–320, Comput. Math. Ser., Chapman & Hall/CRC, Boca Raton, FL, 2002.
- Freedman, Michael H.; Meyer, David A. „Projective plane and planar quantum codes”. Found. Comput. Math. 2001 (3): 325—332.
- Lassen, Mikael; Sabuncu, Metin; Huck, Alexander; Niset, Julien; Leuchs, Gerd; Cerf, Nicolas J.; Andersen, Ulrik L. (2010). „Quantum optical coherence can survive photon losses using a continuous-variable quantum erasure-correcting code”. Nature Photonics. 4: 10. Bibcode:2010NaPho...4...10W. doi:10.1038/nphoton.2009.243.